# Білецький-Носенко Павло Павлович
Павло́ Па́влович Біле́цький-Но́сенко (нар.16 (27) серпня 1774, Прилуки — пом.11 (23) червня 1856, Прилуки) — український письменник, педагог і лексикограф.
Склав у 1830-40-их роках російсько-український словник під назвою Словник малоросійської чи південно-східноросійської мови, укладений по вимові, як мовлять в Малій та Південній Росії (рос. Словарь малороссийского или юго-восточнорусского языка…, составленного по произношению, каким говорят в Малой и Южной России…). Білецький-Носенко так і не зміг надрукувати цей словник за життя і він з'явився друком лише посмертно у 1966 році.

## Біографічні відомості
Народився 16 (27 серпня) 1774 у місті Прилуках на Полтавщині в дворянській сім'ї, що походила з давнього козацько-старшинського роду. Дід його Георгій був прилуцьким сотником. Батько лексикографа Павло загинув у війні з турками.
За родинною традицією Павла Павловича також готували до військової служби. П'ятирічним хлопчиком (у 1779 році) його було віддано в петербурзький Шляхетний сухопутний кадетський корпус. Через 14 років він блискуче закінчив курс навчання і 1793 року в чині поручика був направлений у Катеринославський єгерський корпус.
Восени 1798 року пішов у відставку й повернувся додому в Прилуки. Жив переважно в своєму маєтку в селі Лапинцях біля Прилук, а певний час і в маєтку своєї дружини в містечку Хмелові Роменського повіту.
У 1801 році був обраний підсудком у Прилуцький повітовий земський суд. Поруч з цим у селі Замості в маєтку І. Величка навчав групу дворянських дітей. Викладав він найрізноманітніші науки, зокрема російську, французьку, німецьку мови, поезію, риторику й естетику, географію, природознавство, математику, геометрію та ін.
З 1807 по 1809 роки Павло Білецький-Носенко був помічником попечителя у Прилуцькій лікарні. У 1810 році став штатним наглядачем училищ Прилуцького повіту, а з 1812 року — почесним наглядачем.
. Всю свою штатну платню він жертвував на користь училища, і був ним протягом 37 років.
Помер 11 (23 червня) 1856 року. Похований у селі Лапинцях.

Пам'ятна дошка на вулиці Білецького-Носенка у Прилуках

## Творча діяльність
П. Білецький-Носенко написав українською мовою ряд художніх творів: 333 байки, 23 казки, 15 балад, жартівливу поему «Горпинида, чи вхопленная Прозерпина», драматичне оповідання «Иванъ Золотаренко», російською мовою історичний роман «Зиновій Богданъ Хмельницькій», працю «Эстетика».
Він повністю переклав російською мовою «Статут Литовський». Перекладав також художні твори з французької та німецької мов.
П. Білецький-Насенко був членом Товариства наук при Харківському університеті (з 1817 p.), Петербурзького вільного економічного товариства (з 1824 p.), в які посилав різноманітні статті. Деякі з них, зокрема «О языкѣ малороссійскомъ», «О первыхъ гражданскихъ буквахъ въ Россіи», «О повѣрьяхъ и суевѣрьяхъ малороссіянъ» та ін., надруковано в полтавській губернській газеті, активним дописувачем якої П. Білецький-Носенко був у 1838—1841 pp.
Крім граматики й словника української мови, написав «Словарь герменевтическій, лингвистико-историческій, географическій, съ изъясненіемъ истиннаго смысла словъ устарѣлыхъ, вышедшихъ изъ употребленія, находящихся въ лѣтописяхъ російскихъ, старыхъ законахъ и проч., также важныхъ событій, мѣстъ, странъ, областей, нравовъ и обычаевъ разныхъ народовъ, явившихся на театрѣ міра и проч. до нашихъ временъ» (незакінчений), «Лингвистическіе памятники повѣрій у малороссіянъ, ихъ свадебные обряды съ народными пѣснями», а також велику кількість статей на найрізноманітніші теми (літературознавство, природознавство, археологія, економіка, медицина). Серед них відзначимо статті про етимологію слів колъ, волкулака, лемешъ, а також «Рассужденіе о нѣкоторыхъ малороссійскихъ словахъ, которые служать памятниками историческими: a) Цуръ, b) Дидько, с) Колядовать, d) Купало», «Лингвистическія замѣчанія и толкованіе нѣкоторыхъ старинныхъ словъ въ лѣтописяхъ…»
Твори Білецького-Носенка за життя майже не друкували. Деякі опубліковані посмертно, але більшість їх залишилася в рукописах.

### Твори
- Сказки на малороссійскомъ языкѣ, 1812;
- Баллады на малороссійскомъ языкѣ, 1822—1829;
- Зиновій Богданъ Хмельницкій, 1829;
- Про мову малоруську, 1838;
- «Словарь малороссийского или юго-восточного языка…», 1838—1843 (опубл. 1966 у серії «Пам'ятки української мови»);
- Лингвистические памятники поверий у малороссиян, их свадебные обряды с народными песнями, 1839—1840;
- Граматика південно-руської мови, 1843;
- Лінгвістични пам'ятки повір'їв у малоросіян, 1843;
- Приказки. В 4 ч. — К., 1871;
- Горпинида… — К., 1871.
- Гостинець землякам. Казки сліпого бандуриста… — К., 1872.
- Білецький-Носенко П. Словник української мови / АН УРСР. Інститут мовознавства ім. О. О. Потебні; Підготував до випуску В. В. Німчук. — Київ: Наукова думка, 1966. DJVU файл з текстовим шаром та навігацією, рецензії [Архівовано 15 травня 2021 у Wayback Machine.].
- Білецький-Носенко П. Приказки: в 4 ч., 16 кн. Ч. 4, кн. 13–16 / скомпоновав Павло Білецький-Носенко. — Киев: В друк. Е. Я. Федорова, 1871. [Архівовано 9 серпня 2020 у Wayback Machine.]
- Білецький-Носенко П. Приказки: в 4 ч., 16 кн. Ч. 3, кн. 9–12 / скомпоновав Павло Білецький-Носенко. — Киев: В друк. Е. Я. Федорова, 1871. — 132 с. [Архівовано 12 серпня 2020 у Wayback Machine.]
- Білецький-Носенко П. Приказки: в 4 ч., 16 кн. Ч. 2, кн. 5–8 / скомпоновав Павло Білецький-Носенко. — Киев: В друк. Я. Федорова, 1871. — 142, X с. [Архівовано 4 серпня 2020 у Wayback Machine.]
- Білецький-Носенко, Павло. Приказки: в 4 ч., 16 кн. Ч. 1, кн. 1–4 / скомпоновав Павло Білецький-Носенко. — Киев: В друк. Е. Я. Федорова, 1871. — V, 123, 4 с. [Архівовано 14 серпня 2020 у Wayback Machine.]